# Wallace H. Coulter
Wallace Henry Coulter (* 17. Februar 1913 in Little Rock, Arkansas; † 7. August 1998) war US-amerikanischer Ingenieur, Unternehmer und Erfinder.
Coulter bastelte schon als Jugendlicher an Radios und studierte Elektrotechnik ohne Abschluss am Georgia Institute of Technology. Danach arbeitete er für Radiogesellschaften, General Electric und Raytheon. Bei Experimenten mit seinem Bruder Joseph, einem Elektroingenieur, in ihrem Heim in Chicago erfand er 1947 den Coulter-Zähler, ein Zählverfahren der Durchflusszytometrie zum Zählen mikroskopischer Teilchen vorgegebenen Typs und vorgegebener Größe, das speziell für Blutuntersuchungen (Zählen von weißen und roten Blutkörperchen in einer Probe) weite Verbreitung fand. Dabei werden die Teilchen mit einer Vakuumpumpe durch eine elektrisch geladene Röhre mit einem kleinen Loch am Ende gesogen und die Störungen des Feldes beim Durchsaugen der Teilchen registriert. Das Verfahren wurde 1953 patentiert. Die Brüder gründeten Coulter Electronics, welche 1997 in Beckman Coulter aufging, und zogen mit der Firma 1961 nach Hialeah in Florida. Mitte der 1990er Jahre hatten sie 750 Millionen Dollar Umsatz und beherrschten den Markt automatischer Blutzellen-Zähler.
Wallace H. Coulter wurde 2004 in die National Inventors Hall of Fame aufgenommen.